# كيت روس
كيت روس (بالإنجليزية: Kate Ross)‏ (21 يونيو 1956 - 12 مارس 1998، بوسطن في الولايات المتحدة)؛ محامية وروائية أمريكية.